# Barry White
Barry Eugene White (Galveston, Texas, EUA, 12 de setembre de 1944 - Los Angeles, Califòrnia, EUA, 4 de juliol de 2003) fou un cantant estatunidenc.
Durant la seva carrera edità 26 àlbums i va arribar dues vegades al número 1 del Hot 100 en el seu país, amb les cançons que el van fer mundialment famós: "Can't Get Enough of Your Love, Babe" i "You're the First, the Last, my Everything", ambdues de l'àlbum Can't Get Enough de 1974.
Barry White, nascut com Barrence Eugene Carter, va ser un artista nord-americà del gènere soul, reeixit en la dècada dels 70 i dels 80.
Caracteritzat per un timbre baix, molt greu i ronc, va guanyar molts premis i reconeixement pel seu estil viril, romàntic i profund. La gran part de les seves cançons estan enfocades en fusions de diferents gèneres, un d'ells relacionat amb l'atracció i l'entusiasme que se sent cap al sexe femení.
Va morir el 2003 a causa d'una insuficiència renal crònica.

## Discografia

### Àlbums d'estudi
- I've Got So Much To Give (1973)
- Stone Gon' (1973)
- Can't Get Enough (1974)
- Just Another Way To Say I Love You (1975)
- Let the Music Play (1976)
- Is This Whatcha Want? (1976)
- Barry White Sings For Someone You Love (1977)
- The Man (1978)
- I Love To Sing The Songs I Sing (1979)
- The Message Is Love (1979)
- Sheet Music (1980)
- Barry & Glodean (grabado con su esposa Glodean, 1981)
- Beware! (1981)
- Change (1982)
- Dedicated (1983)
- The Right Night & Barry White (1987)
- The Man Is Back! (1989)
- Put Me In Your Mix (1991)
- The Icon Is Love (1994)
- Staying Power (1999)

### Recopilacions
- Barry White's Greatest Hits (1975)
- Barry White's Greatest Hits 2 (1981)
- The Collection (1988)
- Just For You (4 CD) (1992)
- All Time Greatest Hits (1994)
- Your Heart and Soul: The Love Album (2000)
- The Ultimate Collection (2000)
- The Best of Barry White (2003)
- White Gold: The Very Best of Barry White (2005)
- Unlimited (4 CD + 1 DVD) (2009)

### Singles a duo
- The Secret Garden (amb Quincy Jones, 1990)
- All of Me (amb Big Daddy Kane, 1990)
- Dark and Lovely (amb Isaac Hayes, 1992)
- All Around The World (amb Lisa Stansfield, 1992)
- At the End of the Day (amb Quincy Jones, 1995)
- Wildest Dreams (amb Tina Turner, 1996)
- My Everything (amb Faith Evans, 1997)
- Basketball Jones (amb Chris Rock, 1996)
- You're the First, the Last, my Everything (amb Luciano Pavarotti, 1998)

### Presentacions en directe disponibles
- Live In Germany (1975)
- Live in Concert: Frankfurt (1979)
- Live In Belgium (1991)
- An Evening With Barry White (Arrowhead Pond en el Sur de California) (1999)

## Guardons
Nominacions
- 1974: Grammy al millor nou artista
- 1996: Grammy al millor àlbum de R&B